# کرویدون، نیو ساوت ولز
کرویدون (به انگلیسی: Croydon) یک حومه شهر در استرالیا است که در نیو ساوت ولز واقع شده‌است.